# دنيس غيلبرت (لاعب هوكي الجليد)
دنيس غيلبرت (بالإنجليزية: Dennis Gilbert)‏ هو لاعب هوكي الجليد أمريكي، ولد في 30 أكتوبر 1996 في بوفالو في الولايات المتحدة.

## وصلات خارجية
- دينيس غيلبرت على موقع دوري الهوكي الوطني (الإنجليزية)
- دينيس غيلبرت على موقع EliteProspects.com (الإنجليزية)
- دينيس غيلبرت على موقع HockeyDB.com (الإنجليزية)
- دينيس غيلبرت على موقع Hockey-Reference.com (الإنجليزية)